# 비트 (뿌리)

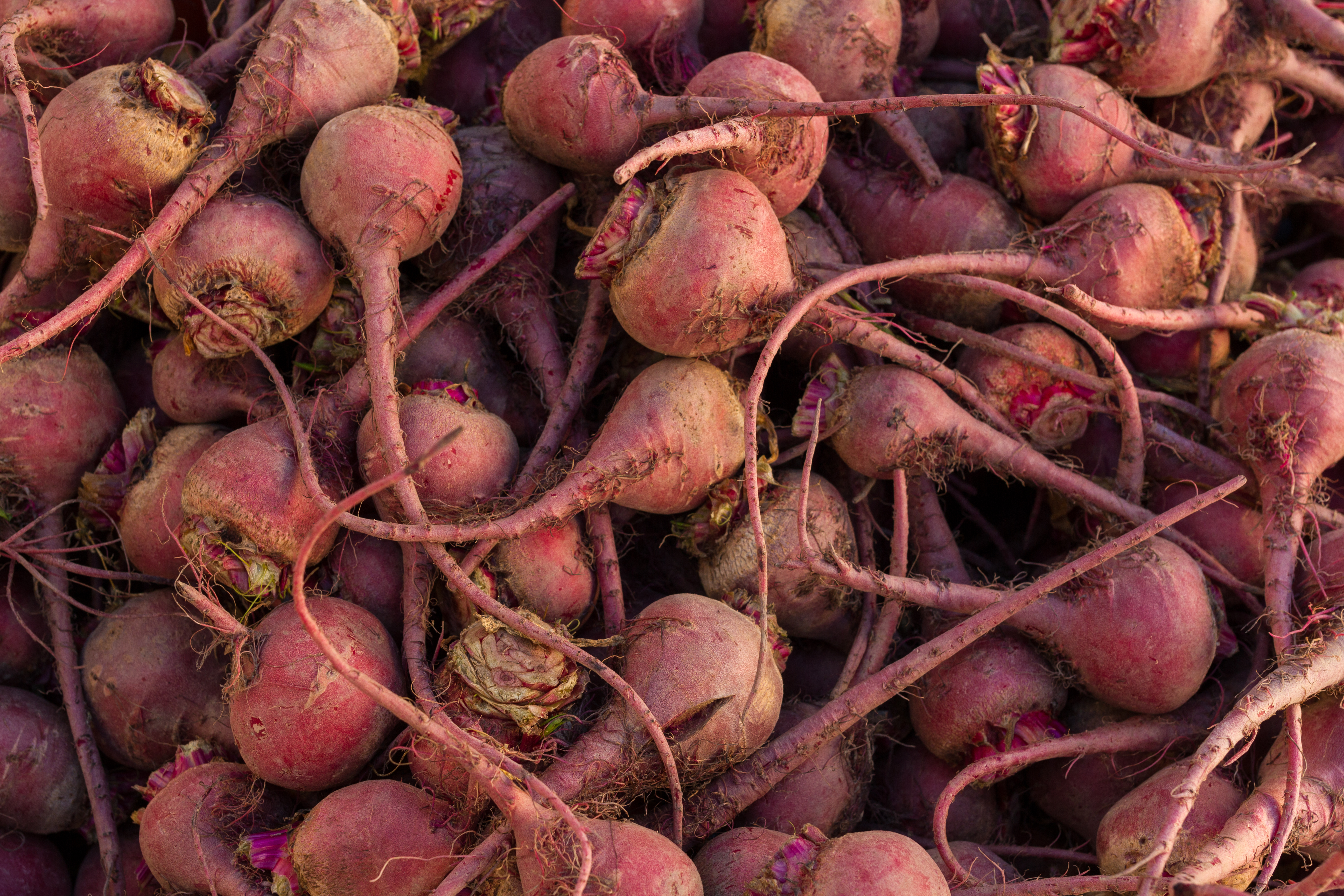
비트

비트(영어: beet)는 비름과의 식물인 비트(Beta vulgaris)의 원뿌리다.
빨간 무라고도 불리는 비트는 아삭한 식감과 풍부한 영양소를 함유하고 있고, 특유의 붉은 색으로 샐러드를 비롯해 다양한 요리에 사용된다.

## 효능
비트에는 베타인이라는 색소가 포함되어 있어 세포 손상을 억제하고 토마토의 8배에 달하는 항산화 작용으로 폐암, 폐렴 등 암을 예방하고 염증을 완화하는 효과가 있다.

## 품종
- 'Action', gained the RHS's Award of Garden Merit (AGM) in 1993.[3]
- 'Albino', heirloom (white root)
- 'Alto', AGM, 2005.[3]
- 'Bettollo', AGM, 2016.[3]
- 'Boltardy', AGM, 1993.[3]
- 'Bona', AGM, 2016.[3]
- 'Boro', AGM, 2005.[3]
- 'Bull's Blood', heirloom[4]
- 'Cheltenham Green Top', AGM, 1993.[3]
- 'Chioggia', heirloom (distinct red and white zoned root)[5]
- 'Crosby's Egyptian', heirloom
- 'Cylindra' / 'Formanova', heirloom (elongated root)[5]
- 'Detroit Dark Red Medium Top', heirloom
- 'Early Wonder', heirloom
- 'Forono', AGM, 1993.[3]
- 'Golden Beet' / 'Burpee's Golden', heirloom (yellow root)[5]
- 'MacGregor's Favorite', an heirloom carrot-shaped beet[6][7]
- 'Pablo', AGM, 1993.[3]
- 'Perfected Detroit', 1934 AAS winner[8]
- 'Red Ace', hybrid, AGM, 2001.[3]
- 'Rubidus', AGM, 2005.[3]
- 'Ruby Queen', 1957 AAS winner[9]
- 'Solo', AGM, 2005.[3]
- 'Touchstone Gold', (yellow root)
- 'Wodan', AGM, 1993.[3]

## 종류

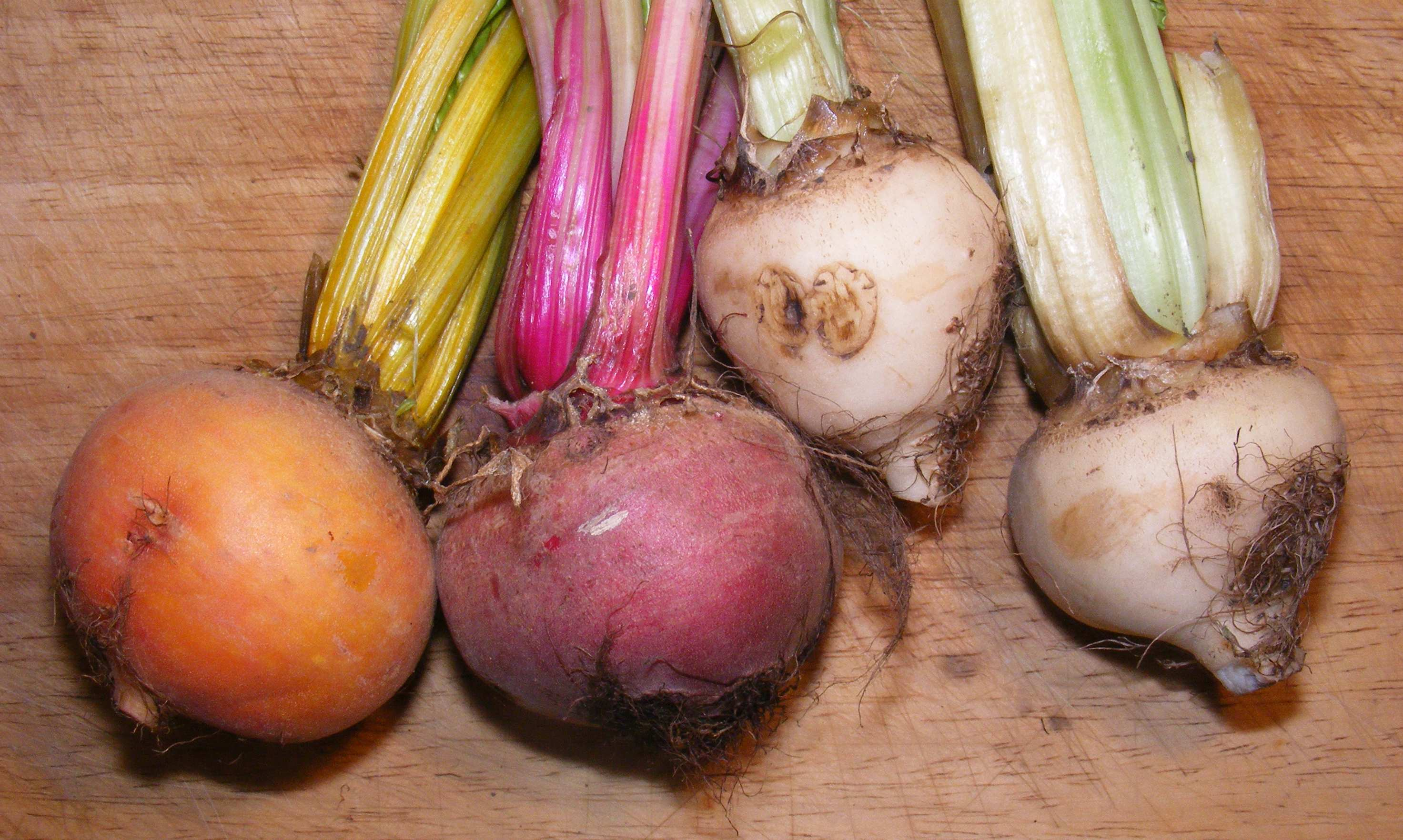
여러 가지 색깔 비트
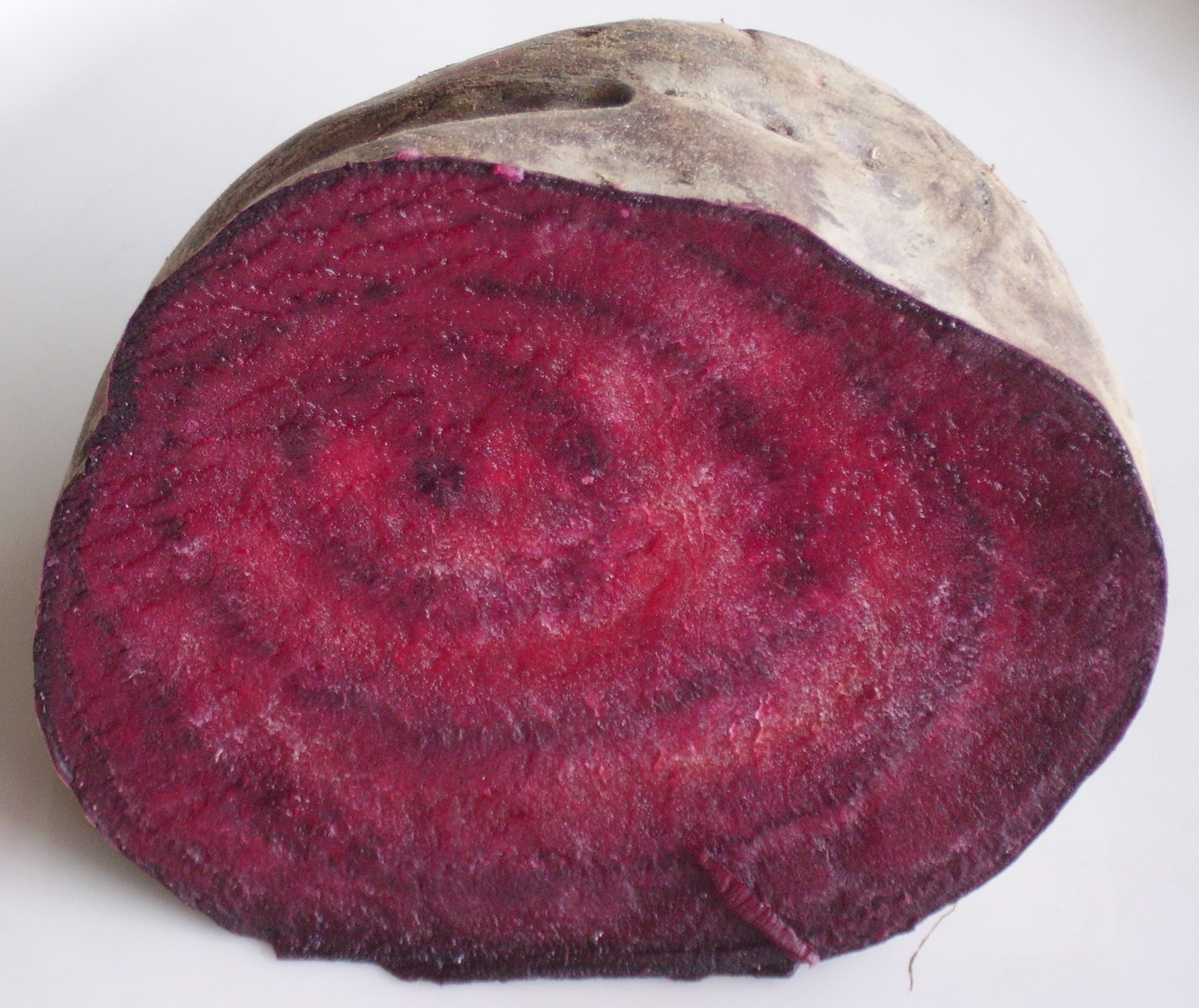
반으로 썬 비트
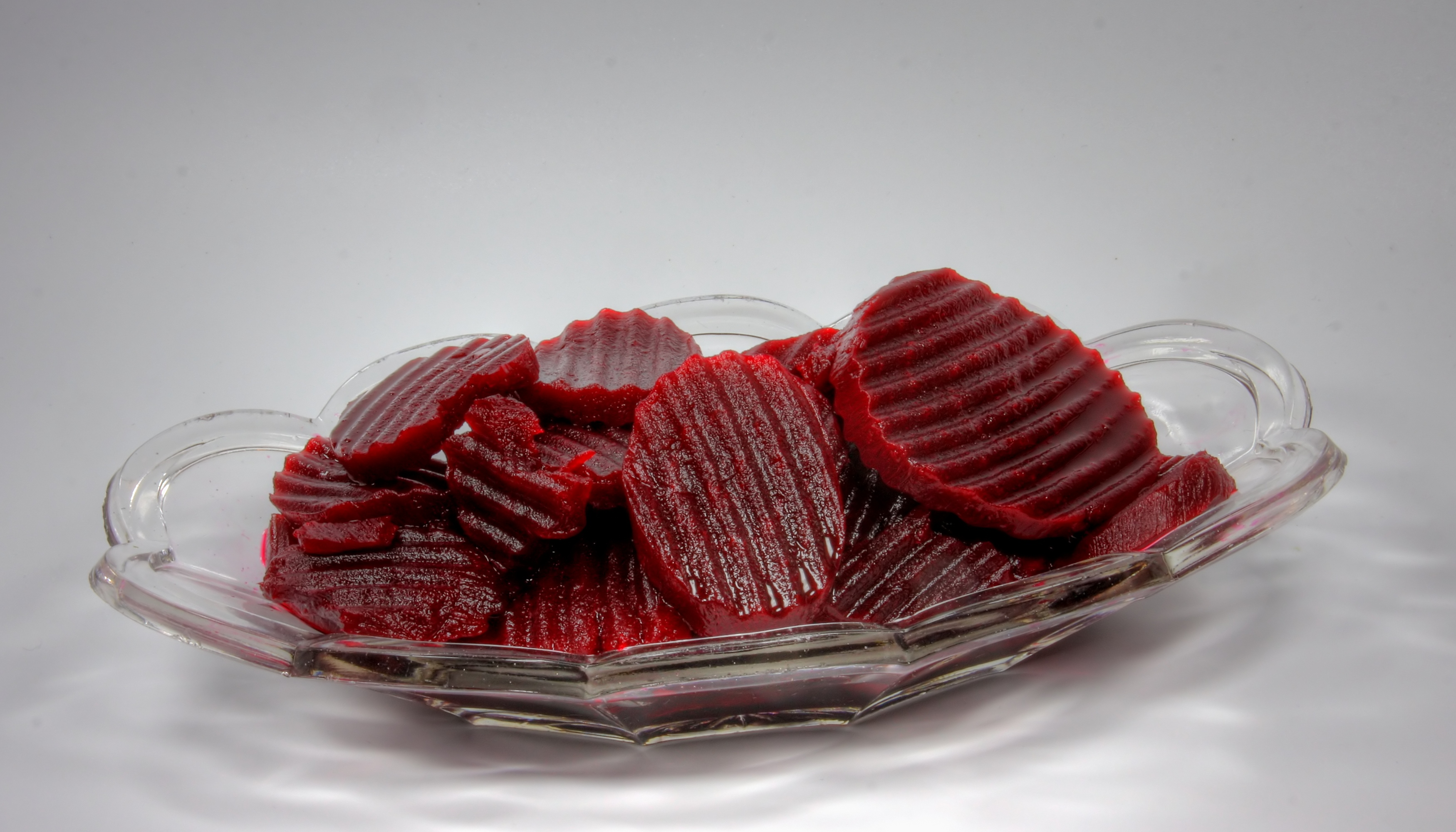
비트 초절임
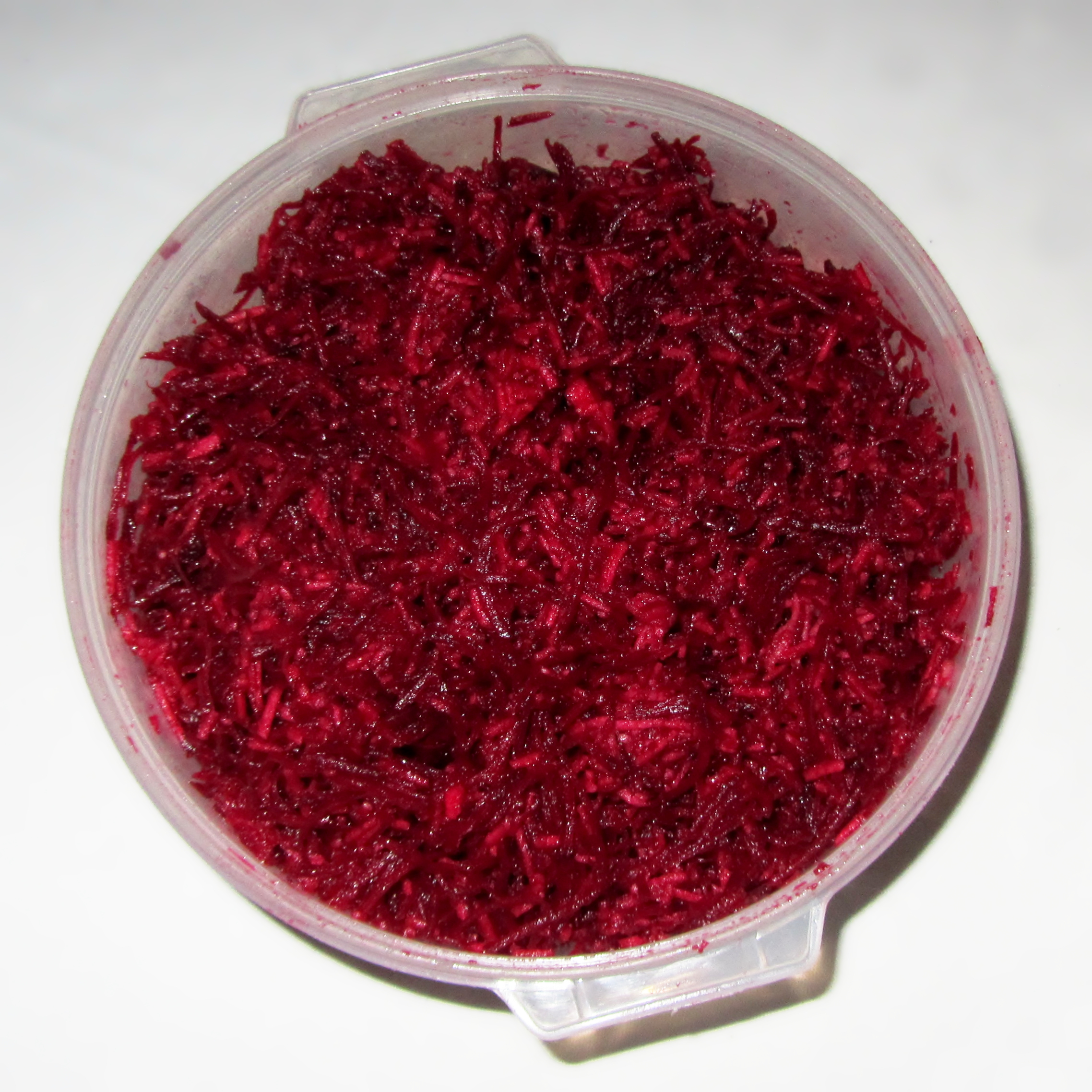
비트 사과 샐러드